# Голубинська (Волгоградська область)
Голубинська (рос. Голубинская) — станиця у Калачевському районі Волгоградської області Російської Федерації.
Населення становить 1221 особу. Входить до складу муніципального утворення Голубинське сільське поселення.

## Історія
Станиця розташована у межах українського історичного та культурного регіону Жовтий Клин.
Згідно із законом від 20 січня 2005 року № 994-ОД органом місцевого самоврядування є Голубинське сільське поселення.

## Населення
| 1986 | 2010  |
| ---- | ----- |
| 1400 | ↘1221 |

## Персоналії
- Голубинський Дмитро Михайлович (1880—1958) — український і російський радянський актор.